# Septoria armeriae
Septoria armeriae är en svampart som beskrevs av Allesch. 1897. Septoria armeriae ingår i släktet Septoria och familjen Mycosphaerellaceae.   Inga underarter finns listade i Catalogue of Life.